# Monozeit
Physikalische Experimente zur Bestimmung der Eigenschaften der Oberflächen von Festkörpern benötigen besonders reinliche Bedingungen, bereits eine Monolage kann zu verfälschten Ergebnissen führen.
In der Praxis hat sich verbunden damit der Begriff der Monozeit tmono verbreitet. Sie ist ein Maß für die Zeitdauer, in welcher der Festkörper an seiner Oberfläche noch nicht wesentlich durch Moleküle des in der Vakuumkammer zwangsläufig vorhandenen Restgases verunreinigt wurde, beschreibt somit die zur Erlangung brauchbarer Ergebnisse zur Verfügung stehende Arbeitszeit.
Die Monozeit ist definiert als Zeitdauer, in welcher sich eine vormals reine Festkörperoberfläche durch Restgasabscheidung mit einer Monolage bedeckt.
Die Definition der Monozeit geht davon aus, dass jedes auf die Oberfläche auftreffende Teilchen mit der Wahrscheinlichkeit 1 adsorbiert wird, also auf jeden Fall haften bleibt.
Für die Abscheidung einer Monolage mit der Teilchendichte nmono gilt:
{\displaystyle j_{\mathrm {ad} }\cdot t_{\mathrm {mono} }=n_{\mathrm {mono} }}.
Dabei ist jad die flächenbezogene Adsorptionsrate (d. h. Teilchen pro Fläche und Zeit) und proportional zur Teilchenzahl n sowie zur mittleren Geschwindigkeit {\displaystyle {\overline {v}}} der sich niederschlagenden Moleküle, vgl. Maxwell-Boltzmann-Verteilung.
Die Monozeit hängt damit ab von der absoluten Temperatur T sowie dem im System herrschenden Druck p:
{\displaystyle t_{\mathrm {mono} }\propto {\frac {\sqrt {T}}{p}}}
Daneben ist die Monozeit ein materialspezifischer Parameter, abhängig von der Stoffkombination aus Adsorbens (Oberfläche) und Adsorbat (Restgas). Mit
- der allgemeinen Gaskonstante R
- der molaren Masse Mmolar
- der Avogadrozahl NA

gilt:
{\displaystyle t_{\mathrm {mono} }={\frac {n_{\mathrm {mono} }}{p\cdot N_{A}}}{\sqrt {2\pi M_{\mathrm {molar} }RT}}}
Wie deutlich die Druckabhängigkeit in Erscheinung tritt, sieht man an folgendem Zahlenbeispiel typischer Monozeiten: Bei einem Druck von 10−6 mbar wird größenordnungsmäßig eine Monolage pro Sekunde abgeschieden, im Ultrahochvakuum bei 10−11 mbar liegt die Monozeit bereits im Bereich von 24 Stunden.